# Takatsugu Muramatsu
Pour les articles homonymes, voir Muramatsu.
Takatsugu Muramatsu (村松 崇継, Muramatsu Takatsugu) est un pianiste, compositeur et producteur japonais né le 2 juillet 1978 à Hamamatsu dans la préfecture du Shizuoka au Japon. Diplômé de l'université de musique de Kunitachi, Muramatsu a composé de nombreuses musiques de films, pièces de théâtre ou comédies musicales. Il a également travaillé dans le domaine de l'animation en réalisant les bandes originales des films d'animation japonais Souvenirs de Marnie, Mary et la Fleur de la sorcière ou encore Lou et l'Île aux sirènes.

## Filmographie

### Cinéma
- 2001 : Inugami de Masato Harada
- 2005 : Jiyû ren'ai (ou Bluestockings) de Masato Harada
- 2007 : Yûnagi no machi sakura no kuni de Kiyoshi Sasabe
- 2007 : Orion-za kara no shôtaijô de Kenki Saegusa
- 2007 : Môryô no hako de Masato Harada
- 2008 : Climber's High de Masato Harada
- 2008 : Personne ne veille sur moi de Ryōichi Kimizuka
- 2011 : Antoki no inochi de Takahisa Zeze
- 2012 : Itai: Asu e no tôka kan de Ryoichi Kimikuza
- 2012 : Ôoku: Eien - Emonnosuke · Tsunayoshi-hen de Fuminori Kaneko
- 2014 : Dakishimetai: Shinjitsu no monogatari de Akihiko Shiota
- 2014 : Souvenirs de Marnie de Hiromasa Yonebayashi et James Simone
- 2015 : At Home de Hiroshi Chôno
- 2016 : Rokuyon: Zenpen de Takahisa Zeze
- 2016 : Rokuyon: Kôhen de Takahisa Zeze
- 2017 : Lou et l'Île aux sirènes de Masaaki Yuasa
- 2017 : Mary et la Fleur de la sorcière de Hiromasa Yonebayashi et Giles New
- 2017 : The 8-year engagement de Takahisa Zeze
- 2018 : Modest Heroes (avec Masanori Shimada et Yasutaka Nakata) de  Hiromasa Yonebayashi, Yoshiyuki Momose et Akihiko Yamashita
- 2021 : La chance sourit à madame Nikuko (漁港の肉子ちゃん, Gyokō no Nikuko-chan?) d'Ayumu Watanabe
- 2023 : In Love and Deep Water

### Télévision

#### Séries télévisées
- 2004 : Tenka (un épisode)
- 2008-2009 : Dandan (150 épisodes)
- 2009 : Shōkōjo Seira (10 épisodes)
- 2011 : Madonna verude: Musume no tame ni umu koto (un épisode)
- 2012 : Mô ichido kimi ni, puropôzu (un épisode)
- 2012 : Akai ito no onna (un épisode)
- 2012 : Ôoku: Tanjô - Arikoto · Iemitsu-hen (dix épisodes)

#### Téléfilms
- 2010 : Osaka Love & Soul: kono kuni de ikiru koto de Mojiri Adachi
- 2014 : Tsumatachi no shinkansen de Yuzuru Sato